# La cama (película de 2018)
La cama  es una película coproducción de Argentina, Alemania, Brasil y Holanda filmada en colores dirigida por Mónica Lairana sobre su propio guion que se estrenó el 22 de noviembre de 2018 y tuvo como actores principales a Alejo Mango y Sandra Sandrini.

## Sinopsis
En un verano caluroso en Buenos Aires, Jorge y Mabel, una pareja de cincuentenarios que  se separan y están su último día juntos en su casa familiar que fue vendida y cuyas pertenencias deben repartirse. Intentan, sin resultado, practicar sexo y terminan pasando el resto del día moviendo cosas, riendo, llorando  y, enfín,  despidiéndose el uno al otro.

## Reparto
Colaboraron en el filme los siguientes intérpretes:
- Alejo Mango	...	Jorge
- Sandra Sandrini	...	Mabel

## Críticas
Gaspar Zimerman en Clarín opinó:

” 
Todo transcurre en interiores: con una cámara fija que en general se asoma a las escenas a través de los marcos de puertas y ventanas…nos introduce como voyeurs en esas veinticuatro horas de largo adiós…Por más que ellos hagan intentos desesperados por retenerlos, los fragmentos de la relación amorosa se van escurriendo. No hay forma de volver el calendario atrás…Las fotos familiares descolgadas dejan tristes huellas. Probarse ese vestido setentista que emerge del fondo del placard o revisar los olvidados discos de vinilo son gestos nostálgicos que hacen palpable el fin de una época. Y el último revolcón, lejos de aliviar, aumenta la desolación.”

Alejandra Portela en el sitio leedor.com escribió:

”Lairana… aborda el tema del amor-desamor y la pérdida del deseo sexual en un matrimonio mayor que debe convivir durante unos días preparando una mudanza que es el preámbulo de una separación….El ruido de los ventiladores, el diálogo casi nulo, el calor de un verano probablemente ubicado en el año 2000 (un lapicero almanaque lo indica) que los obliga a pasearse desnudos casi toda la película (cuándo se vio algo así en el cine argentino?). El desnudo carnal, en distintas posiciones de los cuerpos acentúa la vulnerabilidad de esos seres. Algo de los dibujos y pinturas de Lucien Freud puede entreverse allí….Mabel y Jorge en medio de los preparativos comienzan a despedirse atravesados por un dolor que el film sabe transmitir con inteligencia, poesía y sensibilidad.”

## Premios y nominaciones
Por su actuación en este filme han sido nominados para el Premio Sur de 2018, Sandra Sandrini  como Mejor Revelación Femenina y Alejo Mango como Mejor Revelación Masculina y la película fue nominada al Premio Crow Pheasant de Oro a la Mejor Película en el Festival Internacional de Cine de Kerala 2018 y al Gran Premio del Festival Internacional de Cine  
Nuevos Horizontes T-Mobile, Polonia 2018.